# Mark Francois

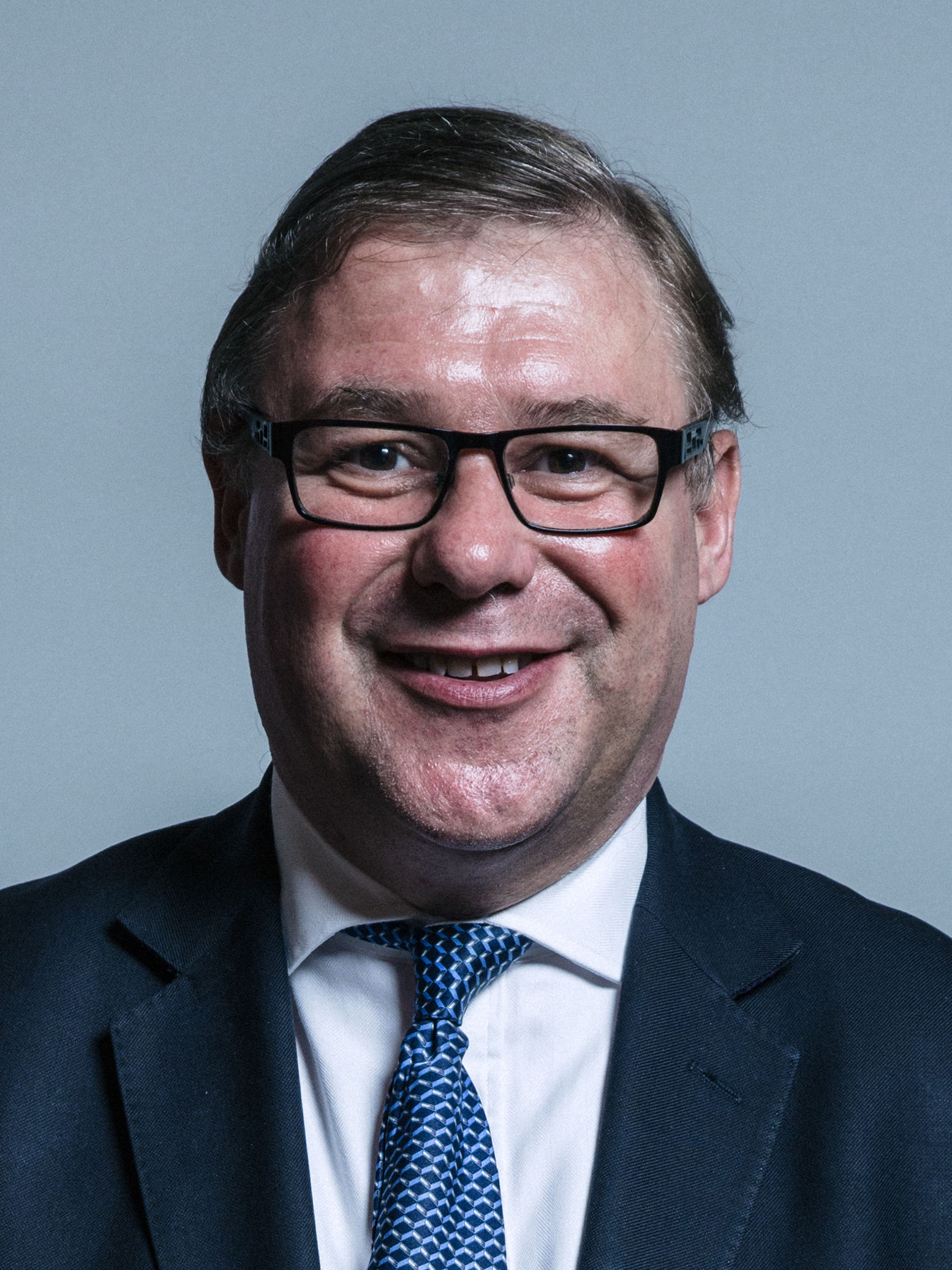
Mark Francois

Mark Gino Francois MP (* 14. August 1965) ist ein britischer Politiker der Conservative Party und ehemaliger Lobbyist. Er ist Abgeordneter für den Wahlkreis Rayleigh and Wickford und ehemaliger Abgeordneter für den Wahlkreis Rayleigh. Zuvor war er als Staatsminister im Verteidigungsministerium des Vereinigten Königreichs, als Staatsminister für die Streitkräfte, als Staatsminister für Gemeinschaften und Widerstandsfähigkeit und als Minister für Portsmouth im Ministerium für Gemeinschaften und Kommunalverwaltungen tätig. 2018 wurde er von seinem Vorsitzenden, Jacob Rees-Mogg, als Nachfolger von Michael Tomlinson zum stellvertretenden Vorsitzenden und de facto zum Whip der konservativen euroskeptischen European Research Group (ERG) ernannt.